# Niewygodna prawda II. Burza 2014
Niewygodna prawda II. Burza 2014 – drugi solowy album studyjny polskiego rapera Tadeusza „Tadka” Polkowskiego. 
Płyta pojawiła się na rynku pod koniec pierwszego kwartału 2014. Wpierw egzemplarze płyty zostały dołączone do wydania tygodnika „Gazeta Polska” nr 9 z 26 lutego 2014, następnie jej oficjalną premierę albumu wyznaczono na 15 marca 2014 za pośrednictwem Fonografiki. W zamierzeniu twórcy promocja albumu została włączona w ramach ogólnopolskiej akcji kulturalno-edukacyjnej „Burza 2014” (stanowiącej odniesienie do historycznej Akcji „Burza” z 1944), w ramach której przewidziano koncerty, zbiórki pomocy na rzecz Polaków mieszkających na Wschodzie, spotkania z kombatantami, edukację i propagowanie historii i upamiętnienie walczących oraz samego wydarzenia z 1945. Na albumie znalazły się utwory upamiętniające Zrzeszenie „Wolność i Niezawisłość”, powstanie styczniowe, Jana Łożańskiego, ps. „Orzeł”, Zygmunta Szendzielarza, ps. „Łupaszka”, służbę kobiet w Armii Krajowej, a także odnoszące się do zbrodni stalinowskich i Ukraińskiej Powstańczej Armii (UPA). Utwór „Dziadunio” stanowi interpretację wiersza pt. Dziaduś autorstwa Mieczysława Romanowskiego. Ponadto, do 10 premierowych utworów na płycie, dołączono 5 piosenek z debiutanckiego albumu Tadka.
Projekt okładki wykonało studio Grafika Patriotyczna.
Album był promowany teledyskami do utworów „Wolność i niezawisłość”, „Sztafeta pokoleń”.

## Lista utworów
Opracowano na podstawie materiału źródłowego.
1. „Wolność i niezawisłość” (produkcja: Zich)
2. „Major Łupaszko cz. 1” (produkcja: Webster)
3. „Moja mała dziewczynko z AK cz. 1” (produkcja: KRH)
4. „Powstanie 1863” (produkcja: Zich)
5. „Sztafeta pokoleń” (produkcja: Zich)
6. „Bestie” (produkcja: Zich)
7. „Zbrodnie UPA” (produkcja: Pawbeats)
8. „Jan Łożański "Orzeł" cz. 1” (produkcja: KRH)
9. „Dziadunio” (produkcja: Zich)
10. „Moja mała dziewczynko z AK cz. 2” (produkcja: KRH)

Utwory dodatkowe
11. „Żołnierze wyklęci cz. 1” (produkcja: Abazbeats, Boesebeats)
12. „Żołnierze wyklęci cz. 2 historia Roja” (produkcja: P.A.F.F)
13. „Inka” (produkcja: Zich)
14. „Generał Nil” (produkcja: Zich)
15. „Rotmistrz Witold Pilecki” (produkcja: Abazbeats, Boesebeats)